# Бречкевич Митрофан Васильович
Митрофа́н Васи́льович Бречке́вич (4 червня 1870, Бакоти — 1963) — український історик-слов'янознавець; заслужений діяч науки УРСР (з 1948).

## Життєпис
Народився в с. Бакоти Кременецького повіту Волинської губернії (тепер Почаївського району Тернопільської області).
У 1890-их роках був наглядачем Єлисаветградського духовного училища.
Професор-медієвіст Юр'ївського (тепер Тартуського), Казанського, Київського університетів та ряду інших навчальних закладів.
У працях з середньовічної історії прибалтійських слов'ян («Східнопоморське князівство та його занепад», 1929; «Вступ до соціальної історії князівства Славії, або Західного Помор'я», 1911, та інші) Бречкевич доводив, що німецька колонізація Прибалтики супроводилась поневоленням і винищенням слов'ян.
У 1923-1931 роках — професор Інституту народної освіти м. Катеринослава та завідувач секції загальної історії при науково-дослідніцькій кафедрі українознавства.
Праці Бречкевича — значний вклад у вивчення соціально-економічної історії полабсько-балтійських слов'ян.